# Varaždin Arena
Die Gradska dvorana Varaždin (deutsch Städtische Halle Varaždin) ist eine Mehrzweckhalle in der kroatischen Stadt Varaždin. Sie wird hauptsächlich für Handball- und Basketballspiele genutzt. Die Halle fasst bis zu 5200 Zuschauer.

## Geschichte
Am 6. Dezember 2008 wurde der Komplex offiziell eröffnet. Die Baukosten betrugen 193 Millionen HRK (etwa 26 Mio. Euro). Sie war eine der Austragungsstätten der Handball-Weltmeisterschaft der Männer 2009 und der Handball-Europameisterschaft der Männer 2018. 2025 ist sie eine von fünf Hallen der Handball-Weltmeisterschaft der Männer.